# Arsebreed
Arsebreed je nizozemská brutal death metalová kapela z města Den Helder založená v roce 2000 pod názvem Bloodcum. Ještě předtím na konci 90. let 20. století existoval v Nizozemsku projekt s názvem Rottus in Extremis, z něhož se rekrutovali později členové kapel Pyaemia, Disavowed a právě Arsebreed. V roce 2005 se skupina Bloodcum přejmenovala na současný název. Její tvorba je ve stylu rychlého amerického death metalu, jaký produkují např. Deicide či Deeds of Flesh.
Debutové studiové album Munching the Rotten vyšlo v roce 2005 pod hlavičkou vydavatelství Neurotic Records. K roku 2021 má kapela na svém kontě celkem dvě dlouhohrající alba.

## Diskografie
Dema
- Arsestabbers (2001) – pod dřívějším názvem kapely Bloodcum

Studiová alba
- Munching the Rotten (2005)
- Butoh (2020)

Singly
- Recomposed (2020)